# 溫蓋特 (密西西比州)
溫蓋特（英語：WIngate）是位於美國密西西比州佩里縣的非建制地區。

## 歷史
溫蓋特的郵局於1902年設立，其後於1926年停運。

## 地理
溫蓋特所處的海拔為高於海平面35米（即115英呎），而該地所採用的時區為UTC-6，即北美中部時區（CST）。同時該地設有夏令時間，為UTC-6調快一小時，即UTC-5（CDT）。